# Miklós Szilvási
Miklós Szilvásy (Márianosztra, Pest, 5 de dezembro de 1925 — Budapeste, 24 de maio de 1969) foi um lutador de luta greco-romana húngaro.

## Carreira
Foi vencedor das medalhas de ouro e prata na categoria de 67-73 kg em Helsínquia 1952 e Londres 1948, respetivamente.